# Бушеве (село)
Бу́шеве — село в Рокитнянській селищній громаді Білоцерківського району Київської області України. Населення становить 824 осіб.

## Історія

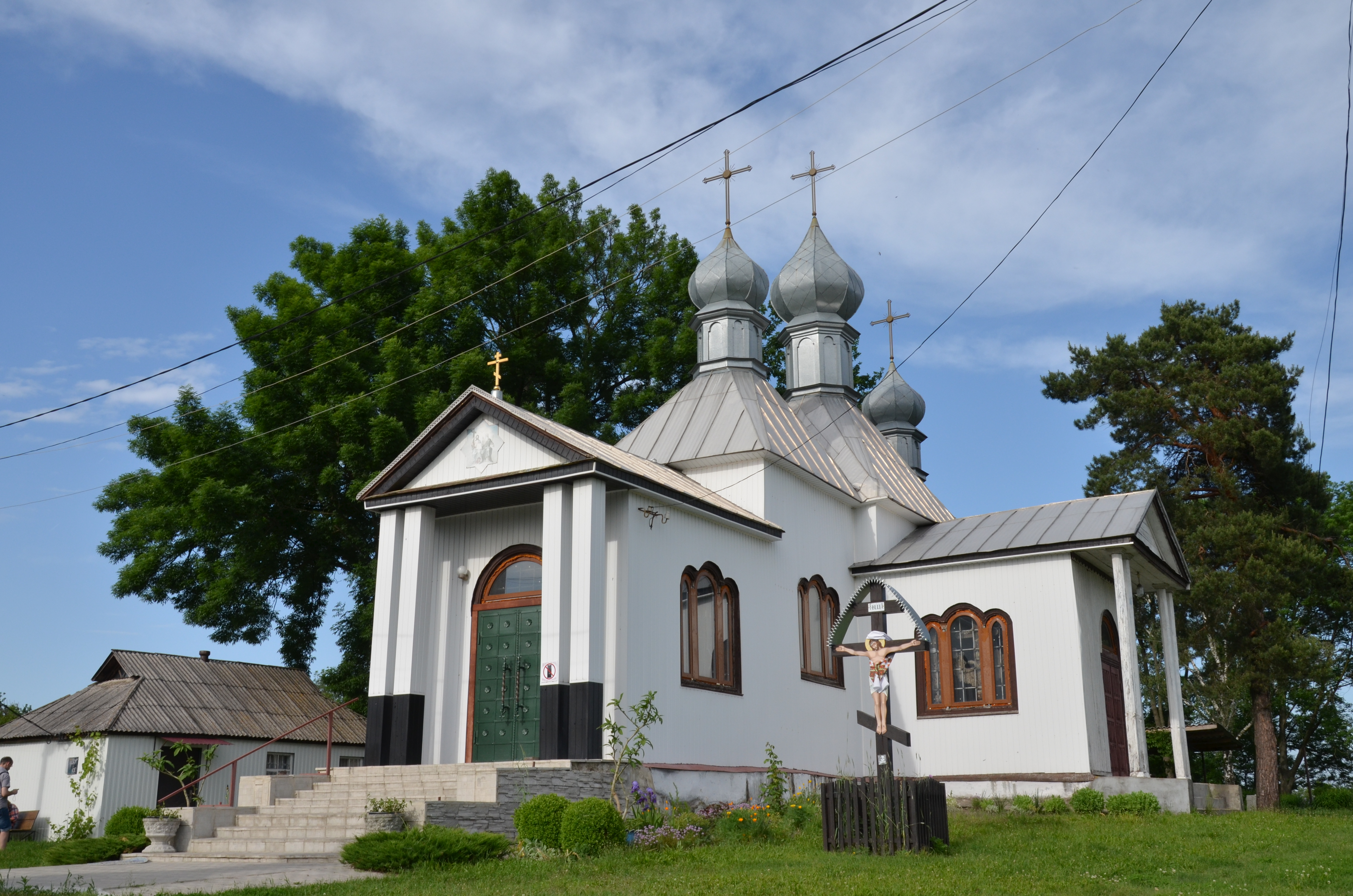
Троїцька церква

Село Бушеве до 1946 року називалося Пруси. На околицях села збереглися залишки двох поселень (І тис. до н. е.), городище укріпленого селища (ХІ-ХІІІ ст.) та ціла група курганів (ІІІ-І тис. до н.е). Деякі кургани у XVI—XVII розкопувалися місцевим населенням для добування селітри, що утворилась в них унаслідок біохімічних процесів. Для цього землю з курганів проварювали у великих казанах — селітра осідала на дно, а землю висипали навколо курганів. Також у Бушеві зберігся один зі зразків дерев'яної архітектури Правобережжя — Троїцька церква, споруджена у 1750 році. Раніше поряд із церквою стояла дзвіниця, але у 1970 році її перевезли до Переяславського музею. А вже у XXI столітті цей оригінальний трьохбанний храм обшили пластиковою вагонкою.

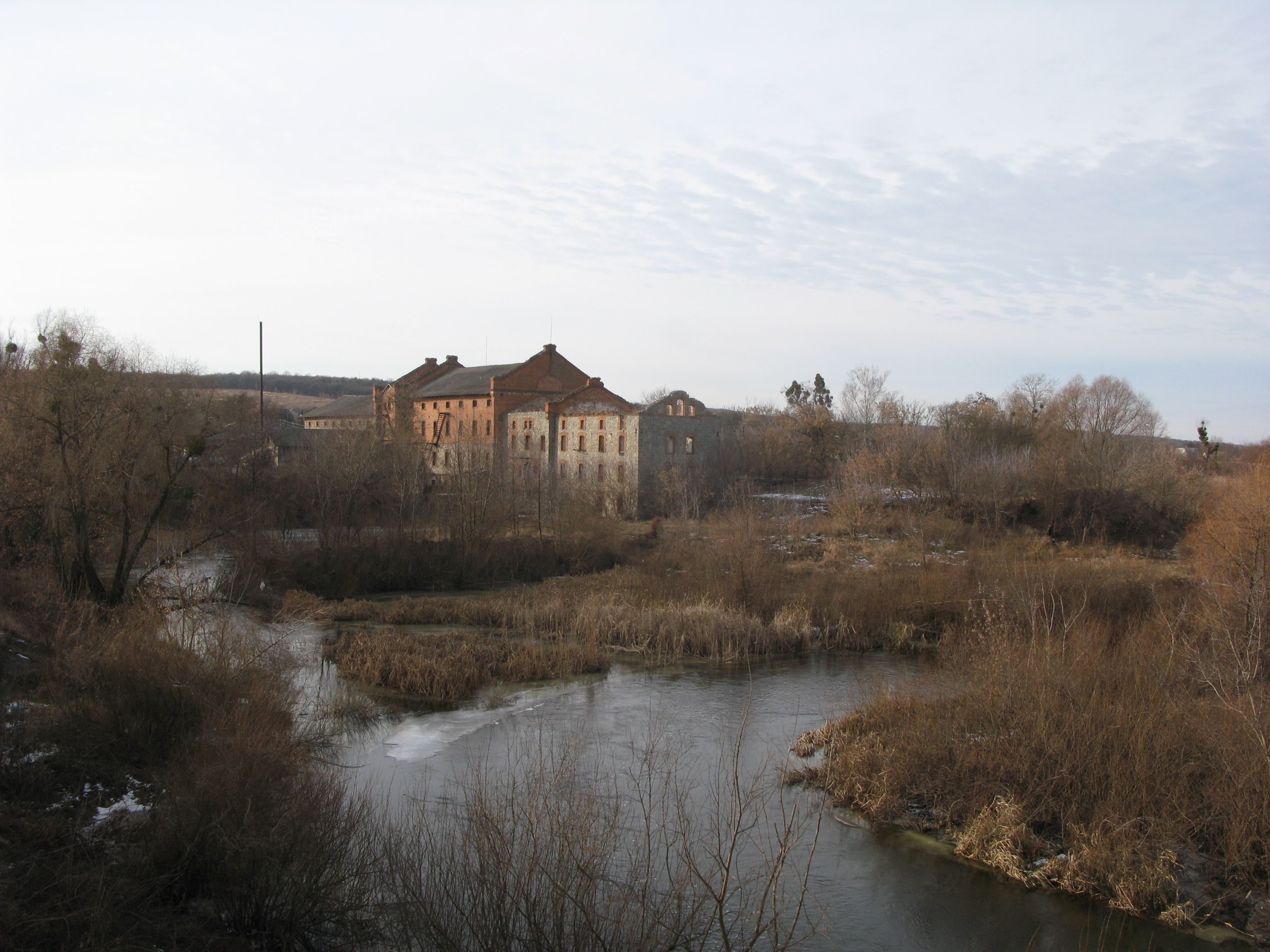
Млин у селі Бушеве

В Бушевому збереглася величезна будівля водяного млина, зведеного у XIX столітті. Частина будівлі перебуває у приватній власності, прихована за високим муром, а інша частина поволі руйнується.